# Art Acord

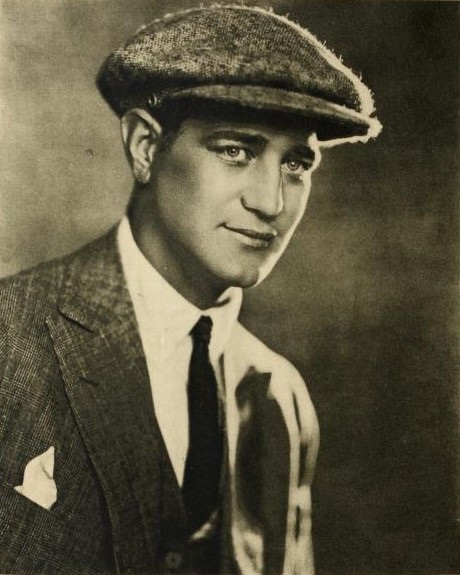
Art Acord (1924)

Artemus Ward „Art“ Acord (* 17. April 1890 in Prattville, Sevier County, Utah; † 4. Januar 1931 in Chihuahua, Mexiko) war ein US-amerikanischer Stummfilm-Schauspieler und Rodeo-Champion.

## Leben
Getauft auf den Namen Artemus Ward Acord, wuchs er als Sohn einer Mormonenfamilie auf. Als junger Mann arbeitete er als Cowboy. Mit seinem Engagement in der neu aufstrebenden Filmindustrie wurde er zum ersten richtigen Cowboy in Westernfilmen. Neben der Schauspielerei arbeitete er auch als Stuntman und Drehbuchautor.
1912 gewann er den Weltmeistertitel im Steer Bulldogging und wurde zum gefeierten Rodeo-Champion; diesen Erfolg wiederholte er 1916. Nachdem er sich bei der United States Army einschrieb, diente er während des Ersten Weltkriegs in Europa. Nach seiner Rückkehr trat er als Buck Parvin in einer Reihe bekannter Kurzfilme auf. Insgesamt brachte es Acord auf 130 Filmauftritte. Die meisten davon existieren heute nicht mehr.
Wegen seiner schweren Alkoholprobleme und der Unfähigkeit, sich in Filmen mit synchronisiertem Ton zurechtzufinden, schwand Acords Karriere und endete mit Roadshows in Mexiko.
Nach seinem Tod im Jahr 1931 wurde er im Forest Lawn Memorial Park in Glendale, Kalifornien beigesetzt. Nach offiziellen Berichten soll er Selbstmord begangen haben; enge Freunde behaupteten aber, dass es die Rache eines mexikanischen Politikers gewesen sei, weil Acord eine Affäre mit dessen Frau gehabt habe.
Für seinen Beitrag zur Filmindustrie erhielt Acord einen Stern am Hollywood Walk of Fame.